# Свободная лицензия (Франция)

Логотип Свободной лицензии Франции

Свободная лицензия (фр. Licence Ouverte), или Licence Ouverte / Open Licence, — французская свободная лицензия, опубликованная 18 октября 2012 года межведомственной цифровой государственной администрацией Etalab для открытых данных Франции. Лицензия была создана для совместимого использования с лицензиями Creative Commons, лицензией правительства Великобритании Open Government Licence и Open Data Commons Attribution License. Информация, опубликованная под Свободной лицензией Франции, может быть использована повторно при аттрибутировании создателя(-ей) URL-ссылкой или другим способом идентификации. Свободная лицензии Франции используется администрацией города Бордо, Франция, для публикации датасетов.
На конец 2021 года на Викискладе представлено свыше 80 тыс. файлов под Открытой лицензии Франции.